# Мичел Дјук
Мичел Томас Дјук (енгл. Mitchell Thomas Duke; 18. јануар 1991) аустралијски је фудбалер.

## Репрезентација
За репрезентацију Аустралије дебитовао је 2013. године. За национални тим одиграо је 4 утакмице и постигао 2 гола.

## Статистика
| Аустралија | Аустралија | Аустралија |
| Год.       | Ута.       | Гол.       |
| ---------- | ---------- | ---------- |
| 2013       | 4          | 2          |
| Укупно     | 4          | 2          |